# Silvia Derbez
Lucille Silvia Derbez Amézquita (San Luis Potosí, México; 8 de marzo de 1932 - Ciudad de México, México; 6 de abril de 2002) fue una actriz mexicana. Entre sus trabajos más destacados se encuentra su participación en las telenovelas Senda prohibida (1958), María Isabel (1967), Cruz de amor (1968), Angelitos negros (1970) y Mamá Campanita (1978). En 2002, se le otorgó de forma póstuma la Medalla Filmoteca por su trayectoria filmográfica.

## Biografía y carrera
Lucille Silvia Derbez Amézquita nació el 8 de marzo de 1932 en San Luis Potosí, México. Hija del empresario francés Marcel Derbez Gilly, y la mexicana María de la Luz Amézquita, debutó en el cine mexicano cuando era adolescente y participó en su primera película a la edad de 15 años, con un papel en La novia del mar, filmada en 1947.
En 1948, participó en uno de los clásicos del cine mexicano: Allá en el Rancho Grande. Participó en tres películas antes de terminada la década de los 40.Silvia se convirtió en una celebridad, tanto nacional como internacional, durante la década de los 50, una era en la cual participó en 16 películas. Participó en Miss México 1952, donde obtuvo el cuarto lugar. Durante el período comprendido entre 1951 y 1954, Silvia se retiró del cine, pero en 1954 volvió y estuvo en diez películas entre 1954 y 1956. 
Cuando la televisión se volvió popular en México, Silvia firmó con Televisa para interpretar a "Nora" en la primera telenovela hecha en México llamada Senda prohibida, en 1958. En 1959, Silvia tomó el papel de Elisa, en otra telenovela.
Silvia actuó en diecisiete telenovelas durante la década de los 60, siendo la protagonista en muchas de ellas. Entre su participación en telenovelas durante esa década destaca María Isabel, donde una vez más fue la protagonista. En 1968 llegaría el personaje que la consolidaría como una primera actriz en Cruz de amor. Regresó al cine en 1969, participando en tres películas, en ese año y en el siguiente.
Durante la década de los 70, hizo doce telenovelas durante esos años. Algunas de las telenovelas en las que participó fueron: Angelitos negros, El derecho de los hijos, Mamá Campanita y La recogida. En 1975, actuó en la película El andariego.
Como Silvia iba envejeciendo, su trabajo iba disminuyendo, y durante la década de los 80, actuó solamente en seis telenovelas y en cuatro películas. En 1986, su esposo, Eugenio González, un publicista, murió. Sin embargo, Silvia se recuperó de su pérdida y participó en Simplemente María, en 1989. En dicha telenovela, Silvia actuó junto a Victoria Ruffo, quien al poco tiempo se convirtió en su nuera. Simplemente María fue popular en países como Puerto Rico, Panamá, Argentina y Venezuela. 
A principios de la década de los 90, Silvia participó en tres películas, incluida Zapatos viejos, donde actuó al lado de la cantante Gloria Trevi. En 1994, Silvia participó en Prisionera de amor, y en 1995, interpretó a "Milagros" en Lazos de amor. Estas dos últimas fueron muy populares entre el público hispano de los Estados Unidos. 
Silvia volvió a participar en cine en tres ocasiones antes de volver a la televisión en 1997 como "Leonor" en Los hijos de nadie. En 1998, participó en otra aclamada telenovela mexicana, La usurpadora, de la cual era protagonista Gabriela Spanic. Su último trabajo como actriz fue en 2001, en La intrusa.

## Vida personal
Estuvo casada con Mario Eugenio Agustín Ramón González Sánchez de Tagle, con quien tuvo dos hijos: Eugenio Derbez y de Silvia Eugenia Estuvo en una relación sentimental con el actor Juan Carlos Barreto, relación que empezó cuando ella tenía 55 y él 25. La pareja se conoció durante la producción de la obra de teatro 10, el marido perfecto.

### Muerte
El 6 de abril de 2002, Derbez falleció en Ciudad de México a los 70 años de edad, a causa de un cáncer de pulmón, sus restos fueron cremados en el Panteón Español ubicado en la misma ciudad y sus cenizas le fueron entregadas a su hijo Eugenio Derbez, quien las conserva hasta la fecha.

## Filmografía

### Cine
- Reclusorio (1997) ... Carmen Galicia
- Pacas de a kilo (1997)
- Muralla de tinieblas (1994)
- Zapatos viejos (1993) ... Miss Lucy
- Mientras México duerme (1986)
- Hombres de tierra caliente (1983)
- Dos mujeres y un hombre (1971) ... Viviana de la Huerta de Christie
- Cruz de amor (1970) ... Doña Cruz Aguirre
- Quinto patio (1970) ... Doña Blanca
- La esquina de mi barrio (1957)
- Morir de pie (1957) ... Martha
- El medallón del crimen (El 13 de oro) (1956)
- El rey de México (1956)
- Con quién andan nuestras hijas (1956) ... Isabel
- Padre contra hijo (1955)
- Las engañadas (1955)
- El río y la muerte (1955) ... Elsa
- La mujer X (1954) ... Elena
- Dios nos manda vivir (1954)
- La sobrina del señor cura (1954)
- Mamá nos quita los novios (1951)
- Baile mi rey (1951)
- Las dos huerfanitas (1950) ... Mascotita
- Si me viera don Porfirio (1950)
- Allá en el Rancho Grande (1949)
- El seminarista (1949) ... Mercedes Orozco
- Dicen que soy mujeriego (1949) ... Flor
- La novia del mar (1948)
- Salón México (1948) ... Beatriz Gómez

### Televisión
- XHDRBZ (2002) ... Varios personajes
- La intrusa (2001) como Sagrario Vargas # 1
- Infierno en el paraíso (1999) como Angélica viuda de Clemente
- Derbez en cuando (1998-1999) ... Mamá de Aarón Abasolo / Mamá de Armando Hoyos / Varios
- Mujer, casos de la vida real (1998) ... Graciela (Episodio: Que te perdone Dios)
- La usurpadora (1998) como Doña Isabel Rojas, abuela Chabela
- Los hijos de nadie (1997) como Leonor
- Lazos de amor (1995-1996) como Milagros
- Prisionera de amor (1994) como Chayo
- Papá soltero (1993) ... Clara #2 (suegra de César Costa)
- Al derecho y al derbez (1993) ... Varios personajes (2 Episodios)
- Simplemente María (1989-1990) como Matilde Carreño
- Pobre señorita Limantour (1987) como Pastora
- La pasión de Isabela (1984-1985) como Ángela
- Nosotras las mujeres (1981-1982) como Alma
- Secreto de confesión (1980) como Alicia
- Vamos juntos (1979) como Lupe
- Mamá Campanita (1978) como Carmencita mamá Campanita
- Acompáñame (1977-1978) como Amanda
- Ven conmigo (1975) como Caridad Escobar
- Marina (1974) como Marina
- Ana del aire (1973-1974) como Andrea
- Amarás a tu prójimo (1973) como Gaitana
- El amor tiene cara de mujer (1971-1973) como Laura Valdez
- El derecho de los hijos (1971) como Elisa
- El vagabundo (1971) como Velia Suárez
- La recogida (1971) ... Nora Medrano
- Angelitos negros (1970) como La Nana Mercé
- Una plegaria en el camino (1969)
- Cruz de amor (1968) ... Cruz Aguirre
- Mariana (1968) ... Mariana
- Cárcel de mujeres (1968)
- Amor sublime (1967)
- Un ángel en el fango (1967)
- No quiero lágrimas (1967)
- Una mentira (1967)
- María Isabel (1966) como María Isabel
- La sombra del pecado (1966)
- La doctora (1964)
- Central de emergencia (1964)
- Gran teatro (1964)
- Lo imperdonable (1963) como Amalia
- La culpa de los padres (1963)
- Penumbra (1962)
- Elena (1962) como Elena
- Bajo la sombra de los almendros (1961)
- Mi amor frente al pasado (1960)
- Elisa (1960) como Elisa
- Juramento (1959)
- Un paso al abismo (1958)
- Senda prohibida (1958) como Nora
- Noches de angustia (1957)

## Premios y nominaciones

### Premios TVyNovelas
| Año  | Categoría            | Telenovela         | Resultado |
| ---- | -------------------- | ------------------ | --------- |
| 1998 | Mejor primera actriz | Los hijos de nadie | Nominada  |
| 1996 | Mejor primera actriz | Lazos de amor      | Nominada  |